# Torre del Clavero
La Torre del clavero, situata nel centro storico di Salamanca (città della Castiglia e León in Spagna) in Calle del Consuelo, rappresenta ciò che resta della casa signorile di Francisco de Sotomayor, custode delle chiavi (in spagnolo appunto clavero) dell'ordine di Alcantara nel 1470, che appartenne a fra Diego de Anaya.
Gli scudi di entrambe le famiglie si trovano scolpiti sulla torre. È una tipica costruzione militare risalente alla fine del XV secolo.